# Louis Joseph Marie Rogon de Carcaradec
Louis Joseph Marie Rogon de Carcaradec, né le 29 décembre 1742 à Buhulien (Côtes-d'Armor), mort le 13 septembre 1802 (26 fructidor de l'an X) à Caen (Calvados), est un général français de la Révolution.

## États de service
Louis Joseph Marie Rogon de Carcaradec est le fils de Louis Jean Rogon, seigneur de Carcaradec, et de Marie Catherine Émilie du Breil de Pontbriand.
Il entre en service le 29 décembre 1758, comme lieutenant dans le régiment Royal des Vaisseaux, il sert en Espagne en 1762, et il devient capitaine par commission le 4 décembre 1770. Capitaine titulaire le 4 mai 1771, il passe avec le 2e bataillon de son régiment en Guadeloupe, et il devient capitaine de la compagnie de chasseurs en 1776. Il est nommé capitaine commandant le 28 avril 1778, et major le 3 juin 1779. Il est fait chevalier de Saint-Louis le 12 juillet 1781. 
Il reçoit son brevet de lieutenant-colonel le 3 mai 1787, et il est nommé colonel commandant le 43e régiment d'infanterie le 21 octobre 1791. Il est promu maréchal de camp le 12 juillet 1792, à l’armée du Midi. Le 18 novembre 1792, il prend le commandement de Chablis, et le 9 juillet 1793, il est envoyé au camp de Tournoux. Il est suspendu de ses fonctions comme noble le 7 octobre 1793, et il est relevé de sa suspension puis autorisé à prendre sa retraite le 19 novembre 1794.
Le 27 février 1801, il est compris dans la réorganisation des états-majors, et le 3 janvier 1802, il est nommé inspecteur aux revues dans la 14e division militaire.
Il meurt le 13 septembre 1802 (26 fructidor de l'an X), à Caen.

## Sources
- (en) « Generals Who Served in the French Army during the Period 1789 - 1814: Eberle to Exelmans »
- Thierry Pouliquen, « Les généraux français et étrangers ayant servis [sic] dans la Grande Armée » (consulté le 7 décembre 2014)
- Docteur Robinet, Jean-François Eugène et J. Le Chapelain, Dictionnaire historique et biographique de la révolution et de l'empire, 1789-1815, volume 1, Librairie Historique de la révolution et de l’empire, 900 p. (lire en ligne), p. 331.
- « Rogon de Carcaradec (Louis-Joseph-Marie) », dans Georges Six, Dictionnaire biographique des généraux et amiraux français de la Révolution et de l'Empire, t. II, Paris, Saffroy, 1934 (rééd. 1974) (ISBN 2-901541-06-2), p. 382-383.
- (pl) « Napoléon.org.pl »